# Carcelia angulicornis
Carcelia angulicornis là một loài ruồi trong họ Tachinidae.